# Chapeauroux (rzeka)
Chapeauroux – rzeka we Francji, przepływająca przez teren departamentu Lozère, o długości 56 km. Stanowi dopływ rzeki Allier.